# أبتون سنكلير
أبتون بيل سنكلير الابن (Upton Beall Sinclair Jr). (المولود في 20 من سبتمبر 1878م ـ 18 من ديسمبر 1968م)، كان مؤلفًا أمريكيًا ومرشحًا لمرة واحدة لمنصب حاكم كاليفورنيا، كتب ما يقرب من مائة كتاب في مختلف المجالات. حقق شعبيته في النصف الأول من القرن العشرين، حيث اكتسب شهرةً خاصةً بسبب روايته الكلاسيكية التي تكشف الفضائح (muckraking)، الأدغال (1906م). والتي كشفت أوضاعًا في قطاع تعبئة اللحوم، أثارت موجة من الغضب بين أوساط الشعب ساهم في إقرار قانون الأطعمة والعقاقير النقية وقانون فحص اللحوم عام 1906 بعدها ببضعة أشهر. وقد أطلقت عليه مجلة تايم «رجل نال السمات كلها باستثناء الفكاهة والصمت.»
نشر سنكلير، في عام 1919، مقالًا استقصائيًا عنوانه صك السفاهة، كشف فيه المستور حول الصحافة الأمريكية والصحافة الصفراء وحدود «الصحافة الحرة» في الولايات المتحدة الأمريكية. وُضعت، بعد أربع سنوات من نشر مقال صك السفاهة، أول مدونة لأخلاقيات الصحافيين. اشتُهر سنكلير أيضًا بمقولته: «من الصعب أن تجعل الرجل يفهم شيئًا ما عندما يعتمد راتبه على عدم فهمه له». استخدم سنكلير هذا السطر في خطبه، وفي كتابه الذي تحدث فيه عن حملته الانتخابية لمنصب حاكم كاليفورنيا، في محاولة منه لشرح سبب عدم تعامل محرري وناشري الصحف الكبرى في كاليفورنيا بجدية مع مقترحاته بشأن معاشات الشيخوخة والإصلاحات التقدمية الأخرى.
يمكن اعتبار العديد من رواياته أعمالًا تاريخية. يصف سنكلير، في مؤلفاته التي وضعها خلال الحقبة التقدمية، عالم أمريكا الصناعية من وجهة نظر الرجل العالم والصناعي. تصف بعض روايات سنكلير، كـ الفحم الملك (لعام 1917)، وحرب الفحم (التي نشرت بعد وفاته)، ونفط! (عام 1927)، والفليفر الملك (عام 1937)، ظروف عمل صناعة الفحم والنفط والسيارات في تلك الفترة.
تصف رواية الفليفر الملك صعود هنري فورد، وأساليب إصلاحه للأجور، والقسم الاجتماعي في شركته، وتراجعه في معاداة السامية بصفته ناشرًا لجريدة ديربورن اندبندنت الدولية الأسبوعية. تجابه رواية الفحم الملك المليارديرَ جون دافيسون روكفلر الابن، والدورَ الذي لعبه في مذبحة لدلو عام 1913 التي وقعت في حقول الفحم في كولورادو.  
كان سنكلير اشتراكيًا صريحًا وتمكن من الوصول إلى الكونغرس الأمريكي كمرشح عن الحزب الاشتراكي. رُشح سنكلير أيضًا عن الحزب الديموقراطي لمنصب حاكم ولاية كاليفورنيا خلال فترة الكساد الكبير، رافعًا شعار «العمل على إنهاء الفقر في كاليفورنيا»، لكنه فشل في الوصول إلى المنصب.

## أولى سنوات حياته وتعليمه
وُلد سنكلير في مدينة بالتيمور بولاية ميريلاند الأمريكية، لكل من أبتون بيلل سنكلير الأب، وبريسيلا هاردن سنكلير. كان والده بائعًا للخمور، وتسبب إدمانه على الكحول بإساءته في تربية طفله. كانت بريسيلا أسقفية متعصبة تكره الكحول والشاي والقهوة. كان والدا سنكلير من أصول إنجليزية، وهاجر جميع أجداده إلى الولايات المتحدة -من إنجلترا- خلال أواخر القرن السابع عشر وأوائل القرن الثامن عشر. اعتاد سنكلير الطفل على النوم على الأريكة، أو مع والديه على سريرهما. لم يكن سنكلير على وفاق مع والدته بسبب قواعدها الصارمة، وبسبب رفضها السماح له بالاستقلال. أخبر سنكلير ابنه ديفيد لاحقًا، أنه قرر، في سن السادسة عشر، أن يقطع جميع علاقاته بوالدته، فابتعد عنها لمدة 35 عامًا، بحجة تسبب لقائه بها بجدالات لا طائل منها. كانت عائلة والدته ثرية للغاية، إذ كان والداها من أثرياء بالتيمور، وتزوجت شقيقتها من مليونير. كان أجداد سنكلير لوالدته أثرياء للغاية، واعتاد أن يقيم مع والدته في منزلهم في الكثير من الأحيان. أعطت هذه التجربة سنكلير القدرة على فهم الطبقية الاجتماعية والهوة الواسعة التي فصلت بين شريحتي الفقراء والأغنياء خلال أواخر القرن التاسع عشر. أثر عيشه في بيئتين اجتماعيتين مختلفتين على كتاباته بشكلٍ كبير. كان أبتون بيلل سنكلير الأب من عائلة تحظى باحترام الجميع في الجنوب، لكنها تعرضت لخسائر مالية ضخمة بسبب الحربِ الأهلية وتعطّلِ نظام العمل خلال عصر إعادة البناء، والكسادِ الزراعي طويل الأمد.
تنقلت العائلة، خلال فترة نمو سنكلير، بشكل متكرر، إذ لم يكن والده ناجحًا بحياته المهنية. تطور عند سنكلير شغف بالقراءة من عمر الخامسة، فقرأ جميع الكتب التي امتلكتها والدته بهدف فهم العالم بشكل أفضل. التحق بالمدرسة لأول مرة عندما بلغ العاشرة من عمره. عانى سنكلير من قصور في فهم مادة الرياضيات، وعمل بجد للحاق بمنهاج المدرسة بعد شعوره بالإحراج أمام زملائه. في عام 1888، انتقلت عائلة سنكلير إلى حي كوينز في مدينة نيويورك، حيث عمل والده بائعًا للأحذية. التحق سنكلير بكلية مدينة نيويورك قبل خمسة أيام من عيد ميلاده الرابع عشر، في 15 سبتمبر من عام 1892. كتب سنكلير النكات والروايات الرخيصة وألّف مقالات لمجلات اللب، لتسديد تكاليف دراسته. تمكن سنكلير، من خلال تحصيله لهذا الدخل، من نقل والديه إلى شقة جديدة عندما كان في عمر السابعة عشر.
تخرج سنكلير في شهر يونيو من عام 1897، ودرس بعد ذلك لفترة من الزمن في كلية القانون بجامعة كاليفورنيا، مع أنه كان مهتمًا أكثر في الكتابة وتعلم اللغات بما في ذلك الإسبانية والألمانية والفرنسية. دفع سنكلير رسوم التسجيل لمرة واحدة غير متكررة حتى يتمكن من تعلم مجموعة متنوعة من العلوم. سجل سنكلير بعد ذلك في أحد الفصول الدراسية لكنه انسحب منه. دعم سنكلير نفسه ماديًا خلال فترة دراسته الجامعية من خلال تأليف النكت وقصص المغامرات، وبيع الأفكار لرسامي الكاريكاتير. باستخدام الاختزال، كتب سنكلير ما يقارب 8000 كلمة في اليوم لمجلات الخيال الرخيصة. اشتكى أبتون من أمر وحيد حول تجربته التعليمية، وهي أنها فشلت في تثقيفه عن الاشتراكية. كتب سنكلير، خلال السنوات الأربعة التي تلت مغاردته لكولومبيا، أربعة كتب اتسمت جميعها بالفشل التجاري، مع أنها تلقت صدىً إيجابيًا بين صفوف النقاد الأدبيين، وهي: الملك ميداس (عام 1901)، و الأمير هيغن (عام 1902)، ويومية آرثر ستيرلينغ (عام 1903)، إضافة إلى رواية تحدث فيها عن الحرب الأهلية وحملت عنوان ماناساس (عام 1904).
أصبح أبتون صديقًا مقربًا للقس ويليام ويلميردينغ موير المتخصص في العفة الجنسية. علّم موير معتقداته المتعلقة بالامتناع عن ممارسة الجنس لسنكلير، وترتب على الأخير أن يقدم تقريرًا شهريًا لمعلمه حول نشاطاته الجنسية. على الرغم من العلاقة الوثيقة التي جمعت الصديقين، لكن، عُرف سنكلير بأنه لاأدري.

## حياته المهنية
اعتبر أبتون سنكلير نفسه شاعرًا وكرس وقته لكتابة الشعر. أمضى سنكلير، في عام 1904، سبعة أسابيع متنكرًا، ليتمكن من العمل في مصانع تعبئة اللحوم في شيكاغو بهدف إجراء الأبحاث اللازمة لكتابة روايته السياسية الاستقصائية، الغابة (لعام 1906)، التي تناول فيها ظروف العمل في المصانع وظروف حياة المهاجرين الفقراء. كانت رواية الغابة أكثر الكتب مبيعًا في العام الذي نُشرت به. في ربيع عام 1905، أصدر أبتون سنكلير دعوةً لتشكيل منظمة جديدة، المجموعة التي حملت فيما بعد اسم المجتمع الاشتراكي بين الكليات.
أسس سنكلير، معتمدًا على الأموال التي جناها من نشره لرواية الغابة، مستعمرة بيت هيليكون الطوباوية -الخاصة بالبيض من غير أتباع الديانة اليهودية- في مدينة إنغلوود بولاية نيوجيرسي الأمريكية. أُحرقت المستعمرة بظروف مريبة بعد عامٍ واحد من افتتاحها. خاض سنكلير انتخابات الكونغرس الأمريكي كمرشح عن الحزب الاشتراكي.
خرج سنكلير، بين عامي 1913 و 1914 بثلاث رحلات إلى حقول الفحم في كولورادو، وهو ما دفعه إلى كتابة رواية الفحم الملك، ودفعه فيما بعد إلى تأليف روايته الأضخم والأشهر، حرب الفحم. ساهم سنكلير، عام 1914، في تنظيم مظاهرات في مدينة نيويورك ضد شركة ستاندرد أويل التي أسسها جون دافيسون روكفلر. شجعت المظاهراتُ اتحادَ العمال الصناعيين في العالم ومجموعةَ أمنا الأرض، والتحالف الحر بين اللاسلطويين واتحاد العمال الصناعيين، على إطلاق المزيد من المبادرات في مسقط رأس روكفلر في قرية تاريتاون.
انتقل سنكلير إلى كاليفورنيا في عشرينيات القرن العشرين، وعاش فيها لما يقارب الأربعة عقود. كتب سنكلير وأنتج، خلال سنوات زواجه من زوجته الثانية، كاري كريج، العديد من الأفلام، كان من بينها فيلم تعيش المكسيك! (بين عامي 1930 و 1932) الذي أدى دور البطولة فيه الممثل تشارلي شابلن وأخرجه سيرجي آيزنشتاين.

## وصلات خارجية
- أبتون سنكلير على موقع IMDb (الإنجليزية)
- أبتون سنكلير على موقع الموسوعة البريطانية (الإنجليزية)
- أبتون سنكلير على موقع مونزينجر (الألمانية)
- أبتون سنكلير على موقع ميوزك برينز (الإنجليزية)
- أبتون سنكلير على موقع قاعدة بيانات برودواي على الإنترنت (الإنجليزية)
- أبتون سنكلير على موقع إن إن دي بي (الإنجليزية)
- أبتون سنكلير على موقع قاعدة بيانات الفيلم (الإنجليزية)
- مؤلفات Sinclair في مشروع غوتنبرغ
- أبتون سنكلير على موقع فايند أغريف